# 羅什尼夫
48°59′0″N 24°54′16″E / 48.98333°N 24.90444°E

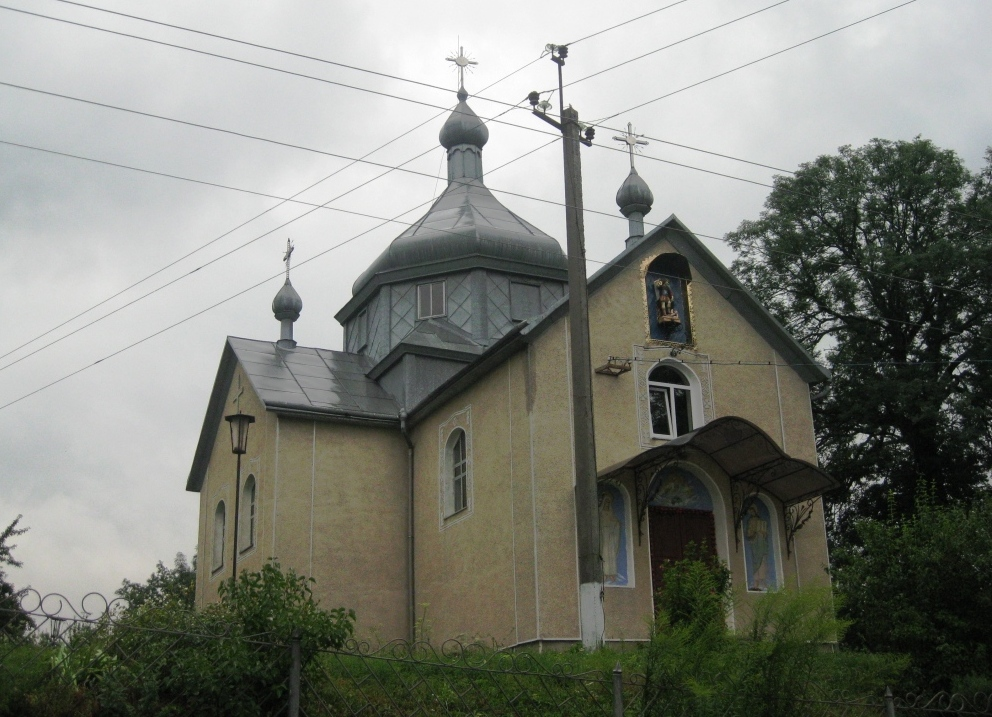

羅什尼夫（烏克蘭語：Рошнів），是烏克蘭西部的村莊，隸屬伊萬諾-弗蘭科夫斯克州的伊萬諾-弗蘭科夫斯克區。該村始建於1440年，面積18.9平方公里，2001年人口929，人口密度每平方公里49.1人。